# 郑州人民医院站
郑州人民医院站是郑州地铁5号线与7号线的地铁换乘站，位于中华人民共和国河南省郑州市金水区黄河路与文化路交叉口地下，5号线部分于2019年5月20日投入运营，7号线部分于2024年12月29日投入运营。

## 车站结构
郑州人民医院站分为5号线车站和7号线车站两部分。5号线车站的主体结构位于黄河路地下，呈东西向布置，为地下二层车站。7号线车站的主体结构位于5号线车站以北的文化路地下，呈南北向布置，全长181.6米，宽23.3米，为地下三层车站，与5号线车站呈“T”形交叉。

### 车站楼层
郑州人民医院站5号线车站的主体结构为地下二层车站，B1层为站厅层，B2层为站台层。7号线车站的主体结构为地下三层车站，B1层为站厅层，B2层为设备层，B3层为站台层。

#### 5号线车站楼层
| 1F  | 地面     | 出入口                                                   | 出入口                                                   | 出入口                                                   |
| B1F | 站厅     | 客服中心、自动售票机、行李检查、闸机、车站控制室、警务室 | 客服中心、自动售票机、行李检查、闸机、车站控制室、警务室 | 客服中心、自动售票机、行李检查、闸机、车站控制室、警务室 |
| B2F | █ 5号线  | 外环方向（海滩寺）                                       | 外环方向（海滩寺）                                       | 外环方向（海滩寺）                                       |
| B2F | 岛式站台 |                                                          | 至站厅 至 █ 7号线站台                                    | 卫生间                                                   |
| B2F | █ 5号线  | 内环方向（黄河路）                                       | 内环方向（黄河路）                                       | 内环方向（黄河路）                                       |

#### 7号线车站楼层
| 1F  | 地面     | 出入口                                           | 出入口                                           | 出入口                                           |
| B1F | 站厅     | 客服中心、自动售票机、行李检查、闸机、车站控制室 | 客服中心、自动售票机、行李检查、闸机、车站控制室 | 客服中心、自动售票机、行李检查、闸机、车站控制室 |
| B2F | 设备层   | 车站设备                                         | 车站设备                                         | 车站设备                                         |
| B3F | █ 7号线  | 往东赵方向（农业大学）                           | 往东赵方向（农业大学）                           | 往东赵方向（农业大学）                           |
| B3F | 岛式站台 | 卫生间                                           | 至站厅                                           | 至 █ 5号线站台                                   |
| B3F | █ 7号线  | 往南岗刘方向（大石桥）                           | 往南岗刘方向（大石桥）                           | 往南岗刘方向（大石桥）                           |

### 站厅
郑州人民医院站的5号线车站和7号线车站各设1座站厅，均位于B1层，设有客服中心、自助售票机、自助充值机、进出站闸机、警务室和车站控制室等设施。站厅由进出站闸机和栏杆分隔为付费区和非付费区，付费区位于5号线站厅的北部和7号线站厅的东部，7号线站厅的南端与5号线站厅连通，付费区和非付费区均互相连接。两座站厅的付费区内均设有自动扶梯、楼梯和无障碍电梯，连接对应的站台。该站的5号线车站与7号线车站各设一间车站控制室，分别位于5号线站厅东端和7号线站厅北端。在5号线站厅非付费区近D口处设有卫生间和母婴室。

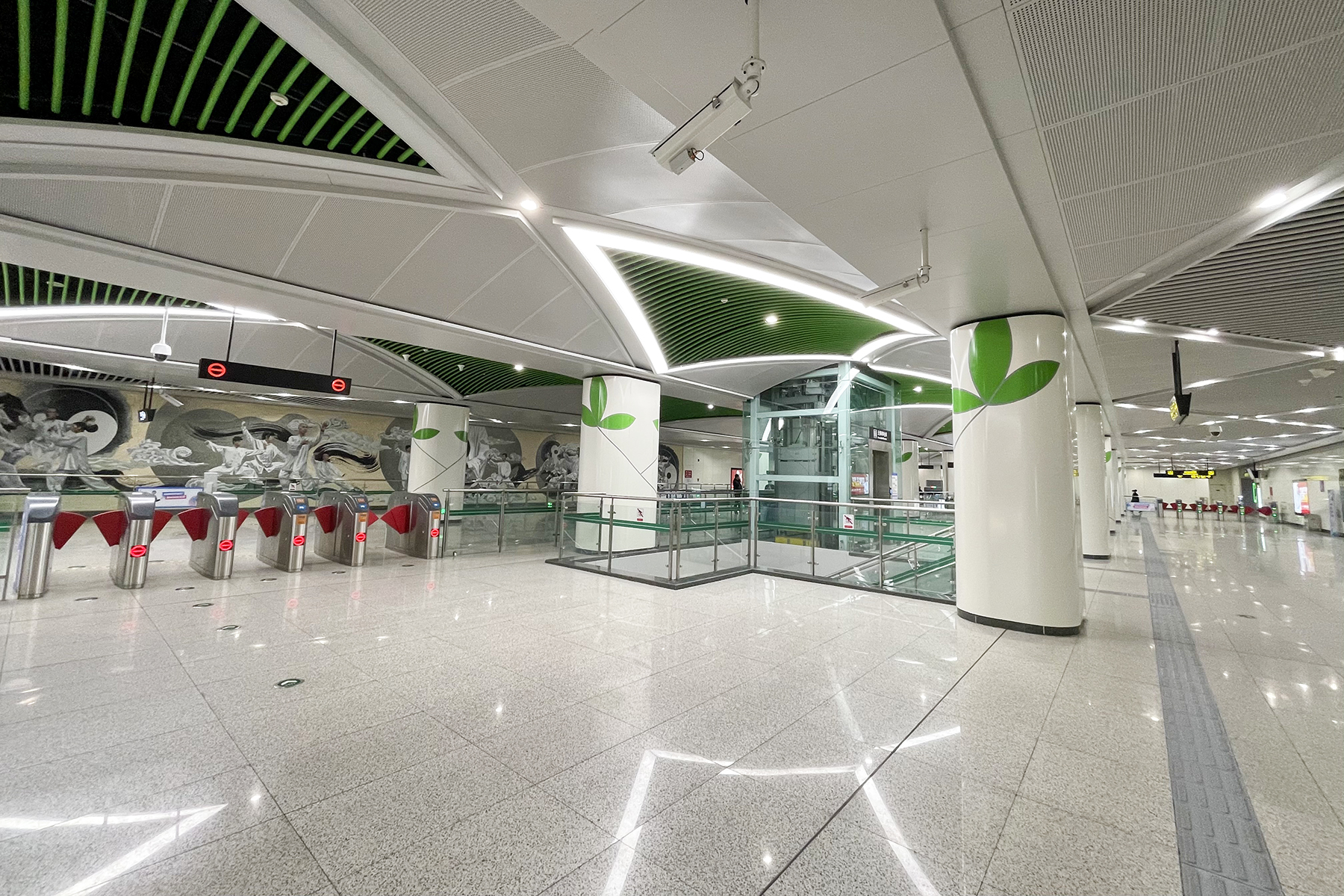
5号线站厅
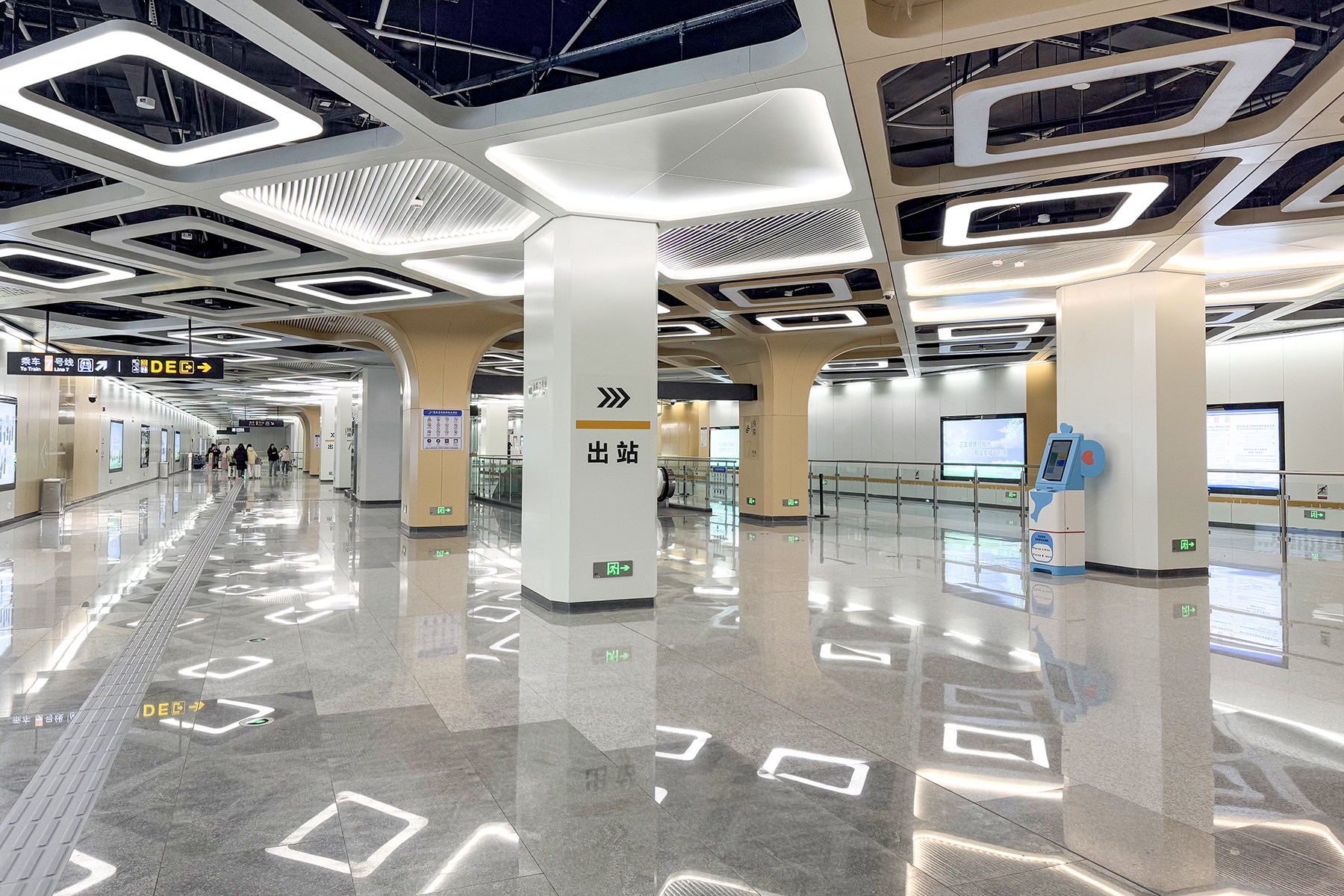
7号线站厅
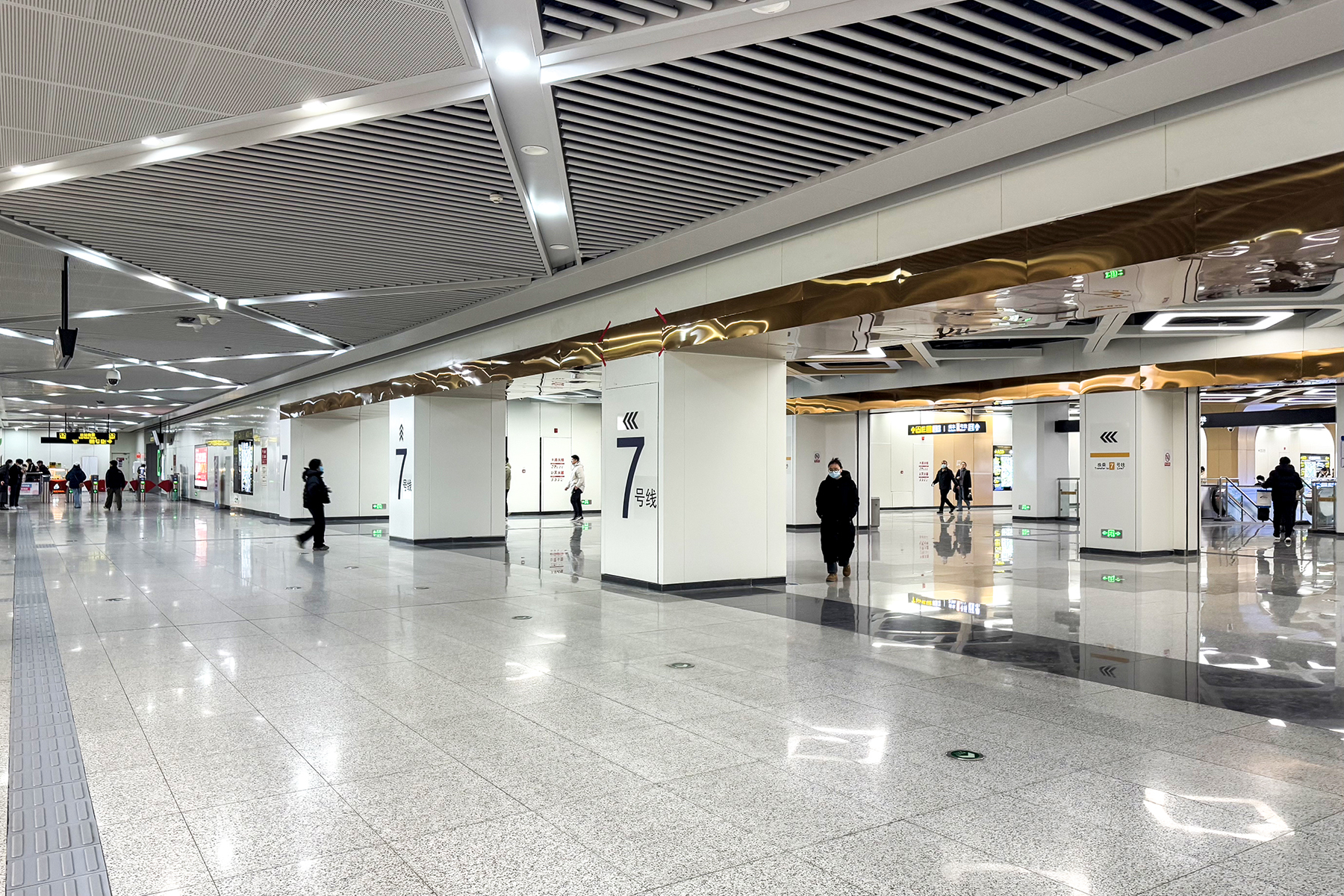
5号线站厅与7号线站厅连接处

### 站台
郑州人民医院站的5号线车站和7号线车站各设一座岛式站台，均安装有高站台门。5号线站台位于B2层，呈东西走向，南侧站台面由内环方向的列车使用，北侧站台面由外环方向的列车使用，站台东端设有卫生间和母婴室。7号线站台位于B3层，呈南北走向，西侧站台面由南岗刘方向列车的使用，东侧站台面由东赵方向的列车使用，站台北端设卫生间。5号线站台的中部设有步梯换乘通道，连接7号线站台南端，形成T形换乘节点。

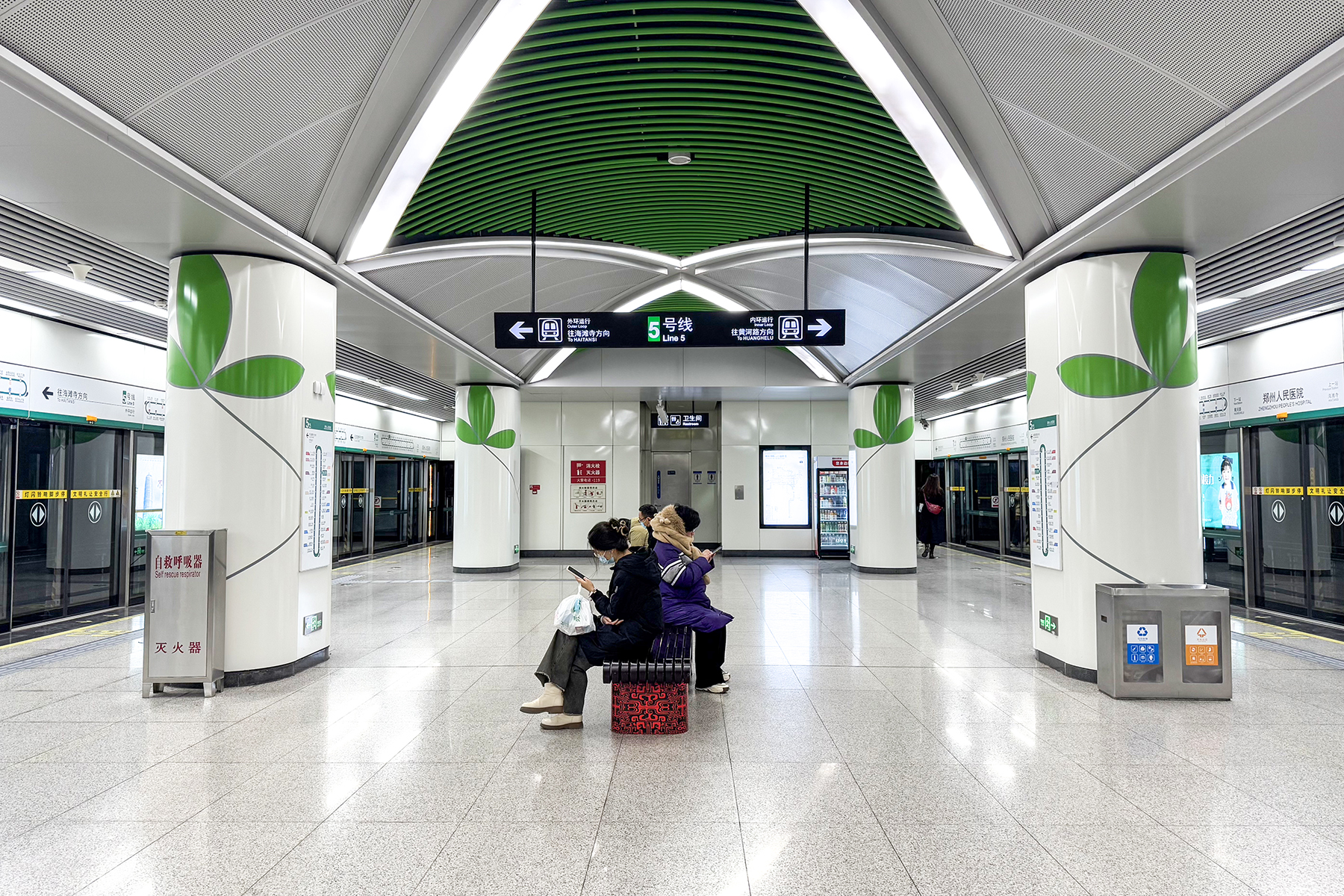
5号线站台
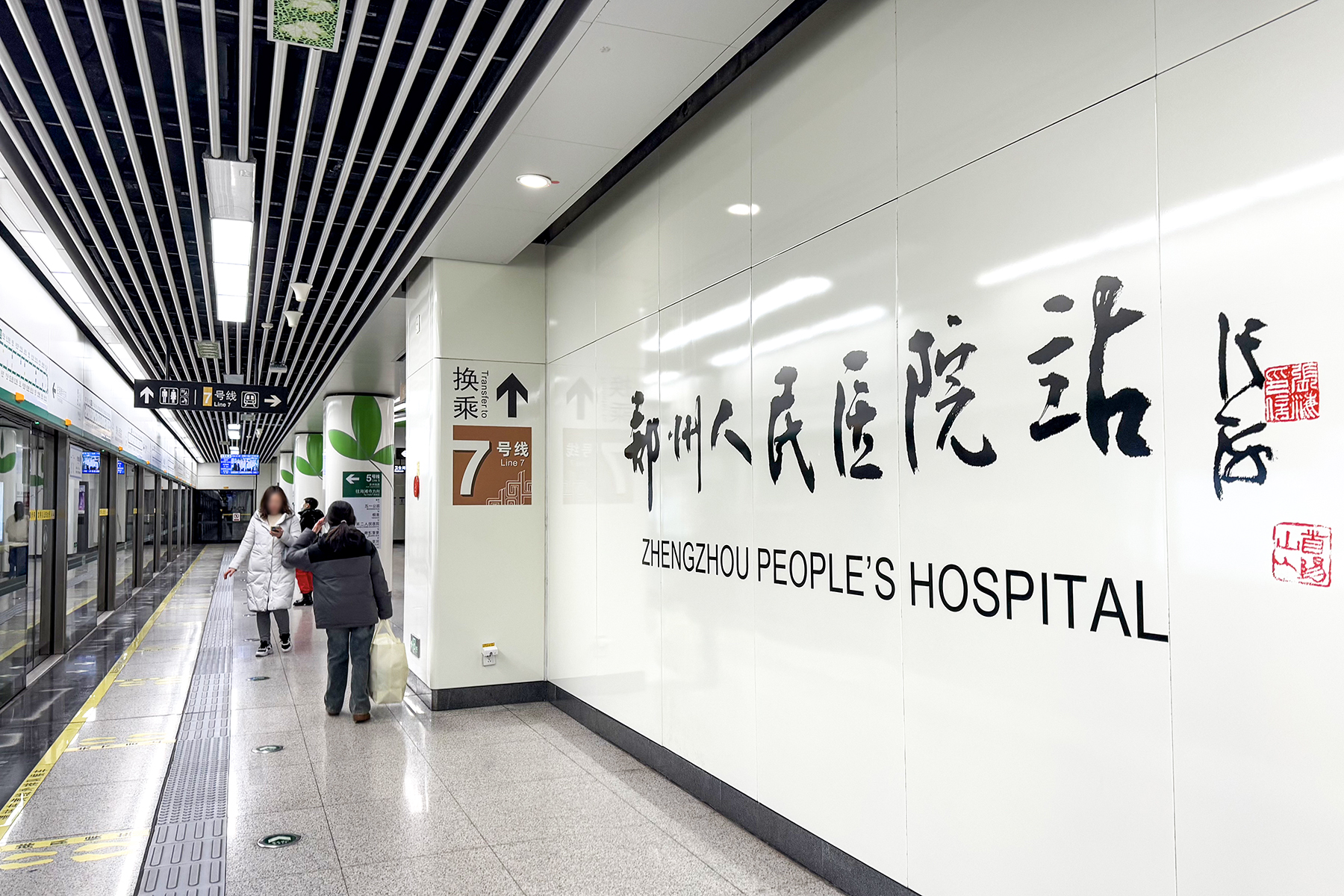
5号线站台上的大字壁
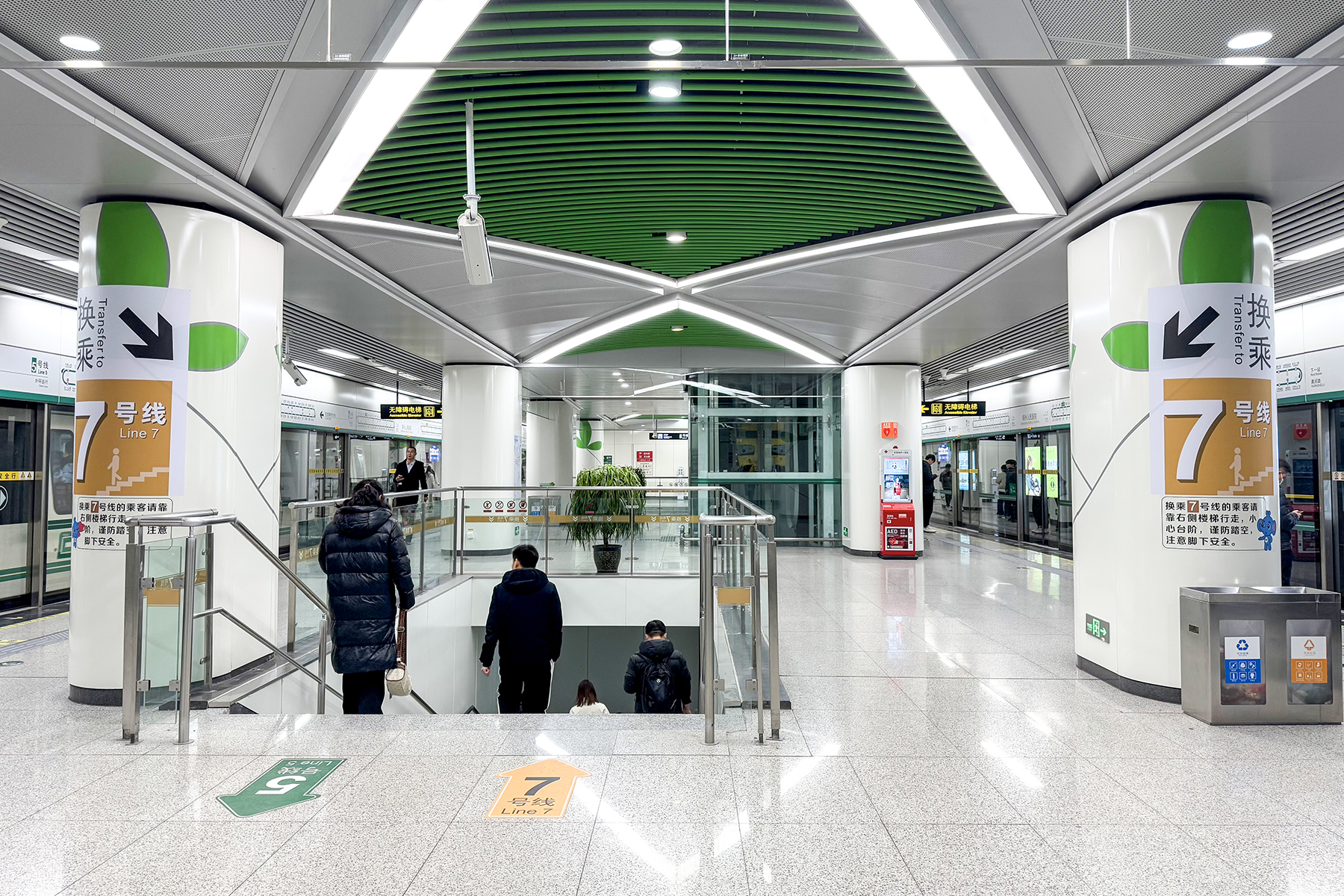
5号线站台中部的换乘楼梯
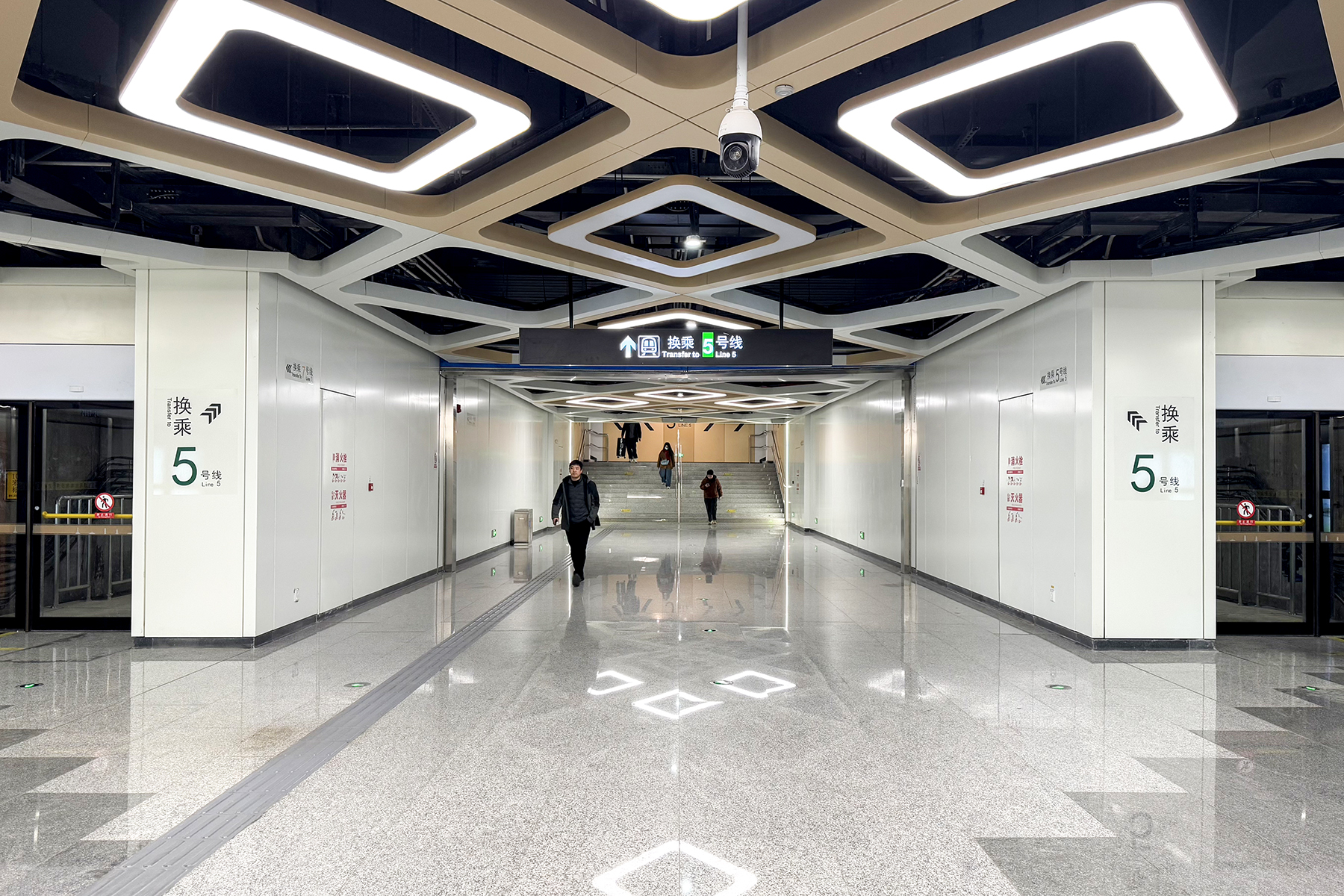
7号线站台南端的换乘通道口

### 出入口
郑州人民医院站目前已启用A、C、D、E四个出入口，其中A-D口分别位于黄河路和文化路交叉路口的东南、西南、西北、东北四角（西南角的B口未开通），连接5号线站厅的非付费区。E口位于路口以北的文化路东侧，连接7号线站厅的非付费区，C、E口设无障碍电梯。
该站已开通的各出入口信息如下。
| 郑州人民医院地铁A口 | 郑州人民医院地铁A口 | 郑州人民医院地铁A口 | 郑州人民医院地铁A口 | 郑州人民医院地铁A口 |
| 编号                | 路线                | 路线                | 路线                | 备注                |
| ------------------- | ------------------- | ------------------- | ------------------- | ------------------- |
| 28                  | 省体育中心          | ⇆                   | 紫荆山金水路西      |                     |
| G87                 | 郑焦城铁南阳寨站    | ⇆                   | 航海路中州大道      |                     |

| 郑州人民医院 | 郑州人民医院     | 郑州人民医院 | 郑州人民医院     | 郑州人民医院 |
| 编号         | 路线             | 路线         | 路线             | 备注         |
| ------------ | ---------------- | ------------ | ---------------- | ------------ |
| 6            | 东赵公交站       | ⇆            | 火车站北港湾     |              |
| G69          | 北三环中州大道站 | ⇆            | 建设路三官庙     |              |
| G102         | 伏牛路电器厂     | ⇆            | 中州大道广电南路 | 曾为无轨电车 |
| G900         | 陇海路洛达庙     | ⇆            | 经三路广电南路   | 原K9路       |
| 906          | 佛岗村公交站     | ⇆            | 郑州海洋馆       |              |
| Y6           | 东赵公交站       | ⇆            | 火车站北港湾     | 夜间服务     |

| 郑州人民医院 | 郑州人民医院     | 郑州人民医院 | 郑州人民医院     | 郑州人民医院 |
| 编号         | 路线             | 路线         | 路线             | 备注         |
| ------------ | ---------------- | ------------ | ---------------- | ------------ |
| G23          | 西三环化工路     | ⇆            | 郑州东站         |              |
| G83          | 华山路淮河路     | ⇆            | 经三路农科路     |              |
| G87          | 郑焦城铁南阳寨站 | ⇆            | 航海路中州大道   |              |
| B50          | 琉璃寺新村       | ⇆            | 火车站北港湾     | 原10路       |
| Y23          | 化工路西三环     | ⇆            | 商务内环路九如路 | 夜间服务     |

| 文化路红旗路 | 文化路红旗路 | 文化路红旗路 | 文化路红旗路     | 文化路红旗路 |
| 编号         | 路线         | 路线         | 路线             | 备注         |
| ------------ | ------------ | ------------ | ---------------- | ------------ |
| G102         | 伏牛路电器厂 | ⇆            | 中州大道广电南路 | 曾为无轨电车 |
| G900         | 陇海路洛达庙 | ⇆            | 经三路广电南路   | 原K9路       |

| 郑州人民医院地铁D口 | 郑州人民医院地铁D口 | 郑州人民医院地铁D口 | 郑州人民医院地铁D口 | 郑州人民医院地铁D口 |
| 编号                | 路线                | 路线                | 路线                | 备注                |
| ------------------- | ------------------- | ------------------- | ------------------- | ------------------- |
| 28                  | 省体育中心          | ⇆                   | 紫荆山金水路西      |                     |

## 车站装饰
5号线规划的18座换乘站在装修设计上分别以河南省的18个地级市的特色为主题，该站为焦作特色站，因焦作为太极拳发源地，5号线站厅南侧非付费区墙面上设有以“太极文化”为主题的文化墙。该文化墙采用石材马赛克拼贴，长29.96米，高3.35米，画面造型采集太极拳动作形态。画面分五个部分，中间一组为太极拳的意象造型，在其左右结构了四组造型组合。左第一组为敷，左第二组为盖。右第一组为对，右第二组为吞。色彩主体基本采用太极图形的黑白两个色彩，底色以暖灰色为底。

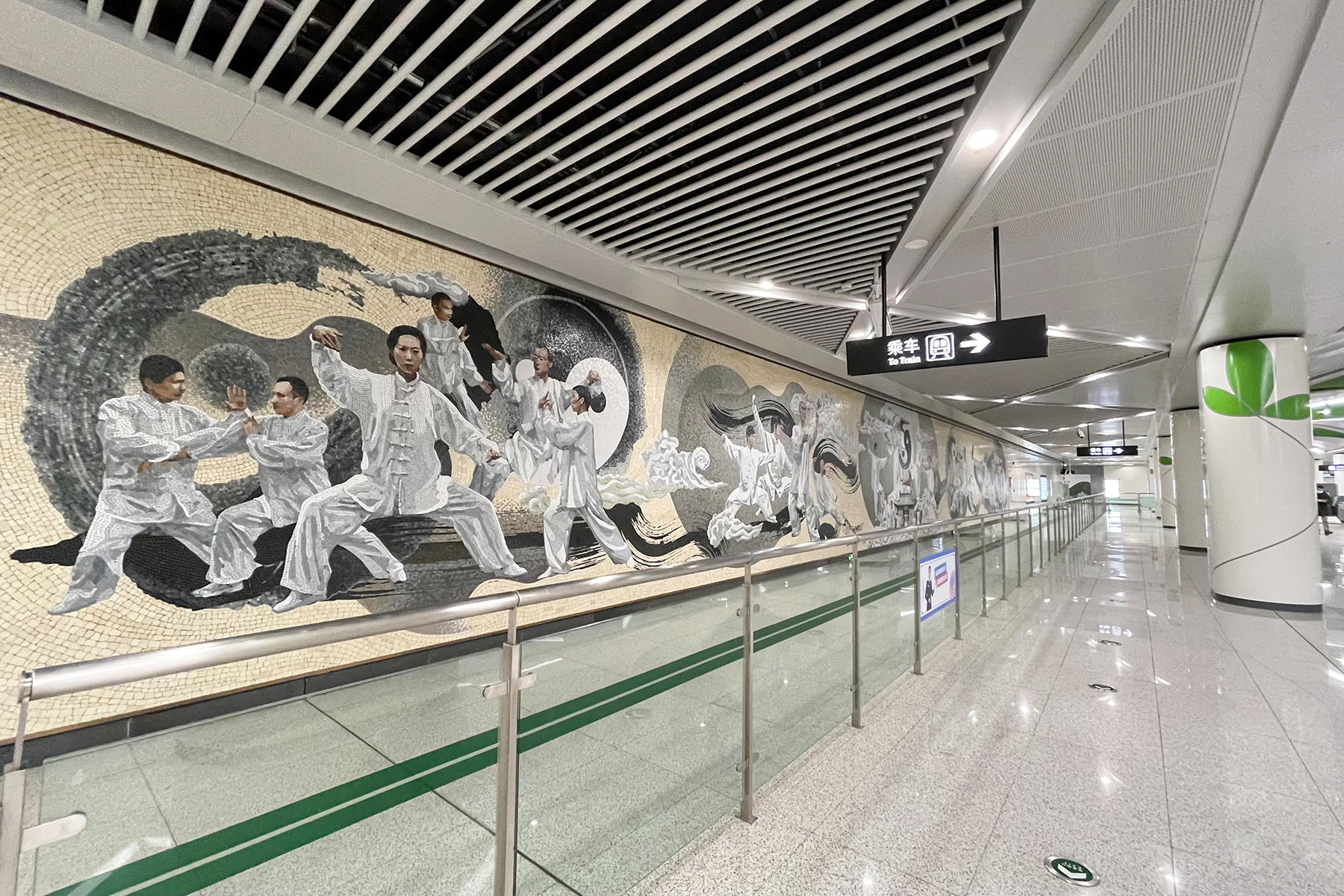
5号线站厅内的文化墙

## 历史
郑州人民医院站于2019年5月20日随郑州地铁5号线开通运营而启用。该站的7号线车站由中铁十二局承建，2024年12月29日，随着7号线一期的开通运营，该站的7号线部分正式启用，成为5号线与7号线的换乘站。

## 周边主要地点
- 郑州人民医院
- 建文新世界